# Perle Morroni
Perle Morroni (Montpellier, 1997. október 15. –) francia női labdarúgó. A francia első osztályú bajnokságban érdekelt Paris Saint-Germain csapatának tagja.

## Pályafutása

### Válogatott
2013. október 12-én Lengyelország ellen mutatkozott be az U17-es nemzeti csapatban és azóta a korosztályos válogatottak mindegyikében magára ölthette a francia mezt.

## Sikerei

### Klubcsapatokban
Franciaország

### A válogatottban
Franciaország
- U19-es Európa-bajnok: 2016
- Isztria-kupa bronzérmes (1): 2017[3]
- Török-kupa aranyérmes (2): 2018,[4] 2019[5]